# HD 96700
HD 96700, nella denominazione adottata dal catalogo Henry Draper, è una nana gialla visibile nella costellazione dell'Idra. Dista circa 83,5 anni luce dal sistema solare.
Attorno ad essa orbitano tre pianeti extrasolari, due scoperti nel 2011 e un altro nel 2021, tutti individuati con il metodo delle velocità radiali.

## Osservazione
HD 96700 è una stella dell'emisfero australe, ma la sua posizione in prossimità dell'equatore celeste le consente di essere scorta da quasi tutte le regioni della Terra, ad eccezione delle zone più a nord della latitudine 70°N, cioè oltre il circolo polare artico. D'altra parte questa vicinanza all'equatore celeste fa sì che essa sia circumpolare solo nel continente antartico. Essendo di magnitudine +6,5, non è osservabile ad occhio nudo.
Il periodo migliore per la sua osservazione ricade nei mesi primaverili dell'emisfero boreale, che equivale alla stagione autunnale dell'emisfero australe.
La stella possiede un elevato moto proprio, traslando sulla sfera celeste alla velocità di 0,52 arcsec per anno, con un angolo di posizione di 255,21°.

## Caratteristiche
HD 96700 è una nana gialla di sequenza principale, con classificazioni alternative proposte da diversi gruppi di ricerca. Philip C. Keenan e Raymond C. McNeil nel 1989 l'hanno classificata come G1 V Fe-0.5, dato ripreso anche nel database astronomico SIMBAD. Richard Gray e colleghi, nel 2006, invece l'hanno classificata come G0 V.
Ha massa e dimensioni prossime a quelle solari. Genya Takeda e colleghi hanno stimato che la sua massa è pari al 98,5 % di quella solare, con un margine di errore del 2,2 %. Occuperebbe tuttavia un volume leggermente maggiore rispetto a quello del Sole, essendo stato stimato il suo diametro in 1,16 volte quello solare. HD 96700 è tuttavia più vecchia del Sole, con un'età compresa tra 6,92 e 9,28 miliardi di anni. Anche la sua metallicità infatti risulta inferiore a quella solare. La temperatura efficace è stata stimata in 5879 K e le conferisce il tipico colore giallo delle stelle di classe G. 

## Sistema planetario
Attorno a HD 96700 orbitano due pianeti. Il più vicino alla stella, HD 96700 b, completa un'orbita in circa otto giorni, ad una distanza media pari a circa 30 volte quella che separa la Terra dalla Luna. Con una massa minima di 9 masse terrestri, potrebbe essere una super Terra o un mininettuno. Con una temperatura di equilibrio superiore a 1000 K, la superficie del pianeta sarebbe troppo calda per essere abitabile.
Un secondo pianeta, HD 96700 d, orbiterebbe attorno alla stella in 103,5 giorni, ad una distanza di poco superiore a quella dell'orbita di Mercurio intorno al Sole. Con una massa minima di circa 13 masse terrestri, potrebbe appartenere alla classe dei nettuniani caldi.
Entrambi i pianeti sono stati scoperti nel 2011, con il metodo delle velocità radiali, grazie ad osservazioni condotte con lo spettrografo HARPS, installato presso l'Osservatorio di La Silla, dell'ESO, e confermati nel 2017.
Un terzo pianeta, HD 96700 c, è stato individuato nel 2021 e orbita a una distanza intermedia dalla stella rispetto ai primi due pianeti scoperti.

### Prospetto del sistema
Segue un prospetto dei componenti del sistema planetario di HD 96700, in ordine di distanza dalla stella.
| Pianeta | Tipo                      | Massa         | Periodo orb. | Sem. maggiore | Eccentricità | Scoperta |
| ------- | ------------------------- | ------------- | ------------ | ------------- | ------------ | -------- |
| b       | super Terra o mininettuno | >8,9 ± 0,4 M⊕ | 8,13 giorni  | 0,0777 UA     | <0,085       | 2011     |
| c       | super Terra               | >3,5 ± 0,4 M⊕ | 19,88 giorni | 0,141 UA      | <0,144       | 2021     |
| d       | nettuniano caldo          | >12,7 ± 1 M⊕  | 103,5 giorni | 0,424 UA      | 0,27         | 2011     |